# Джерсі (бар'єр)

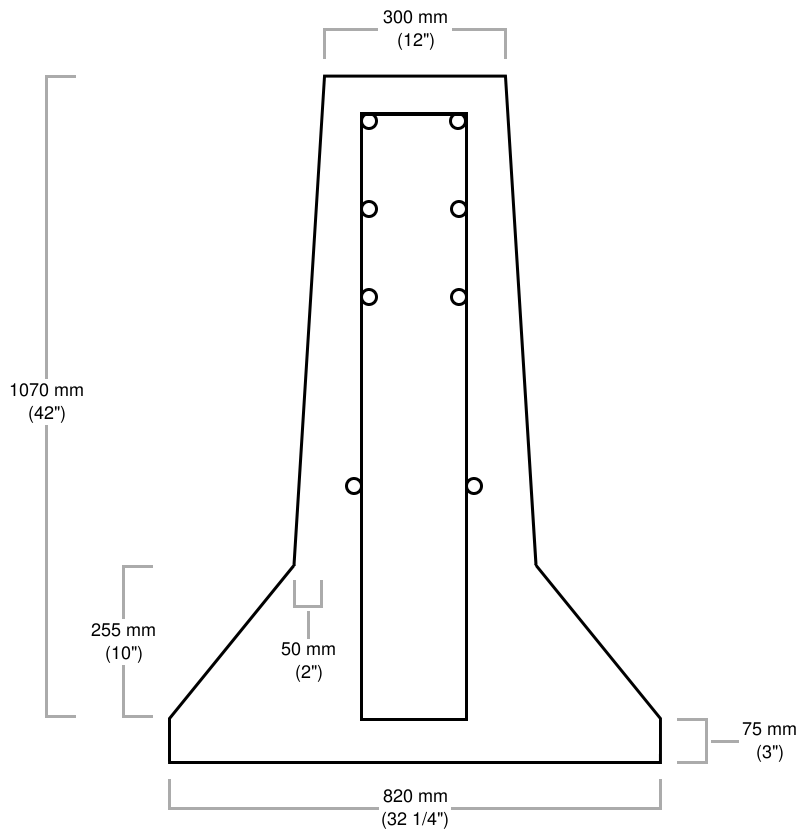
Бар'єр «Джерсі», що використовується в Онтаріо для розділення напрямків руху на автомагістралях

Бар'єр «Джерсі» (англ. Jersey barrier або англ. Jersey Walls) — бетонний або пластиковий бар'єр (відбійник дорожній, колесовідбійник).

## Розробка та використання
Бар'єри, також відомі як K-rail, — термін для тимчасового бетонного дорожнього загородження. Передбачений у специфікації Каліфорнійського департаменту транспорту, який вперше почав використовувати бетонний бар′єр на розділовій смузі в середині 1940-х років.
Призначений для:
- сприймання удару від автомобіля;
- швидкої зупинки автомобіля, що наїхав на бар'єр;
- повернення автомобіля на смугу руху при збереженні управління автомобілем водієм.

Фактори, що допомагають цьому:

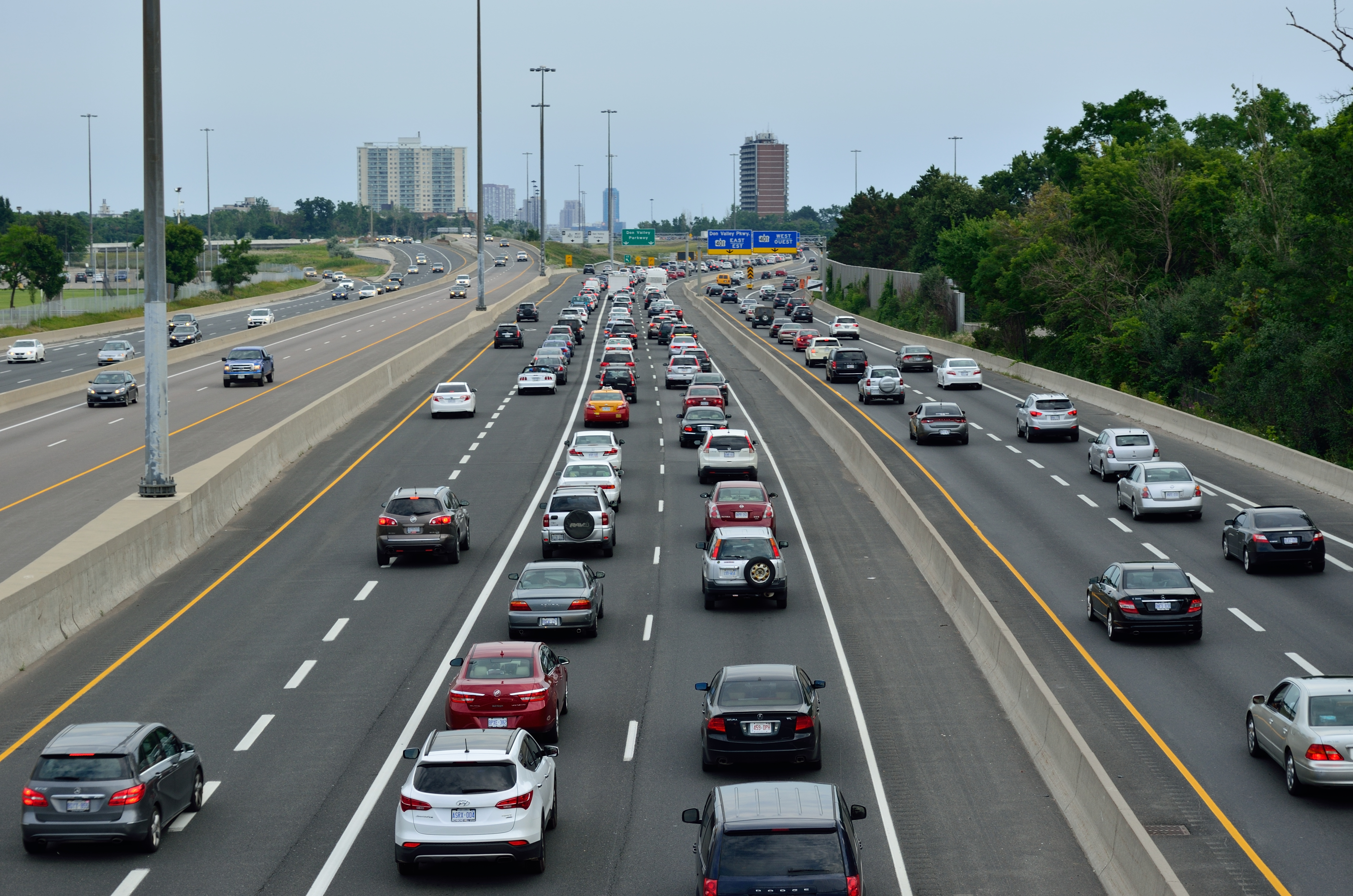
Бетонні бар'єри, що розділяють протилежні напрямки руху (ліворуч) та швидкісну дорогу і дорогу звичайного типу (праворуч). (Торонто)

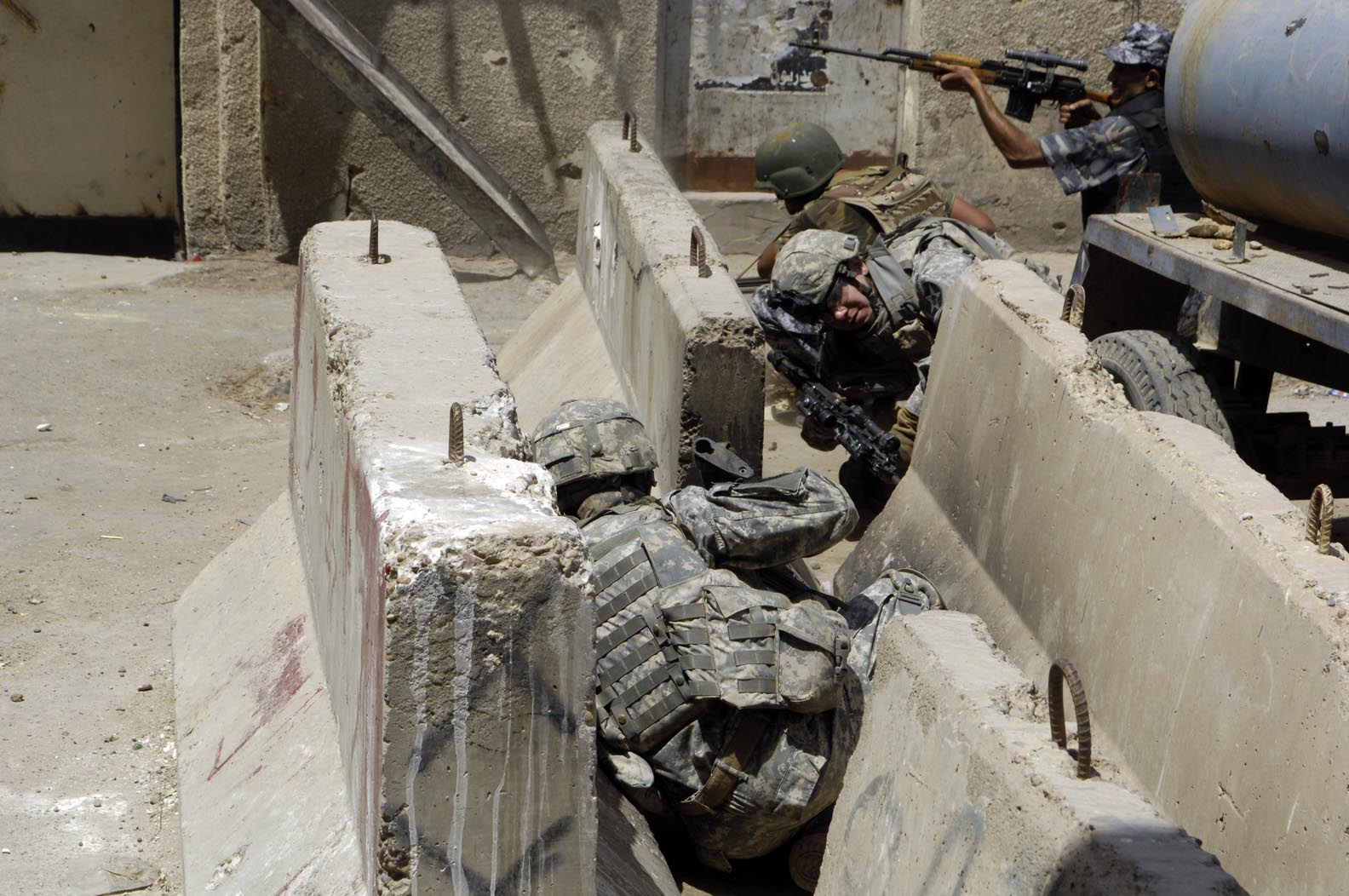
Солдати за бетонними бар'єрами в Багдаді (Ірак), 2007

- значна вага бетонного бар'єру і його окремих збірних елементів, що дозволяють протистояти удару автомобіля. Триметрова секція тимчасового або мобільного бар'єру важить близько 2 тонн.
- спеціально підібрана форма стінки бар'єру, яка була визначена шляхом багатьох натурних випробувань.

Такі бар'єри є стандартним огороджувальним елементом на автомагістралях США та Канади. Вони також популярні в армії США, де використовуються як захист для солдат чи як загороджувальний бар'єр на дорогах.
Пластикові варіанти бар'єру заповнюються водою. Вони є компромісом між легкістю і мобільністю та надійністю захисту.

## Еквівалентні вироби в Україні
Необхідні показники зазначені в ДСТУ Б В.2.3-10-2003 «Споруди транспорту. Огородження дорожнє парапетного типу. Загальні технічні умови».
Основні вимоги до проєктування, будівництва та утримання елементів (частин) об'єктів благоустрою населених пунктів містить ДСТУ Б 5.2.2-11:2016 «ЕЛЕМЕНТИ (ЧАСТИНИ) ОБ'ЄКТІВ БЛАГОУСТРОЮ НАСЕЛЕНИХ ПУНКТІВ. Загальні технічні вимоги».
Загальні правила проведення робіт викладено в ДСТУ 8800:2018 «Настанова з улаштування залізобетонних дорожніх огороджень парапетного типу».

### Бетонні
- Системи DELTABLOC®[6][7][8].

### Пластикові
- Дорожні блоки[9].

- Водоналивні бар'єри[10].